# 南浦洞
南浦洞（：／ Nampo dong */?）是韓國釜山廣域市中區南部的行政洞，2022年的人口899人，是釜山中区的热门休闲地点，也是商业区和购物区，札嘎其市场和釜山塔等釜山代表性的景点均位于南浦洞。